# Крайний запад штата Баия (мезорегион)

Крайний запад штата Баия на карте.

Крайний запад штата Баия (порт. Mesorregião do Extremo Oeste Baiano) — административно-статистический мезорегион в Бразилии, входит в штат Баия. Население составляет 579 253 человека (на 2010 год). Площадь — 117 437,949 км². Плотность населения — 4,93 чел./км².

## Демография
Согласно сведениям, собранным в ходе переписи 2010 г. Национальным институтом географии и статистики (IBGE), население мезорегиона составляет:
| Полное население                            | Полное население                            | Полное население                            | Полное население                            | 579 253 |
| ------------------------------------------- | ------------------------------------------- | ------------------------------------------- | ------------------------------------------- | ------- |
| в том числе:                                | Городское население                         | 351 360                                     | Процент городского населения, %             | 60,66   |
|                                             | Сельское население                          | 227 893                                     | Процент сельского населения, %              | 39,34   |
|                                             | Мужское население                           | 295 349                                     | Процент мужского населения, %               | 50,99   |
|                                             | Женское население                           | 283 904                                     | Процент женского населения, %               | 49,01   |
| Плотность населения, чел/км²                | Плотность населения, чел/км²                | Плотность населения, чел/км²                | Плотность населения, чел/км²                | 4,93    |
| Население мезорегиона в % к населению штата | Население мезорегиона в % к населению штата | Население мезорегиона в % к населению штата | Население мезорегиона в % к населению штата | 4,13    |

## Статистика
- Валовой внутренний продукт на 2003 год составляет 3 474 978 240,00 реалов (данные: Бразильский институт географии и статистики).
- Валовой внутренний продукт на душу населения на 2003 год составляет 6848,02 реалов (данные: Бразильский институт географии и статистики).
- Индекс развития человеческого потенциала на 2000 год составляет 0,627 (данные: Программа развития ООН).

## Состав мезорегиона
В мезорегион входят следующие микрорегионы:
1. Баррейрас
2. Котежипи
3. Санта-Мария-да-Витория